# 下朗斯帕克
下朗斯帕克（法語：Ranspach-le-Bas，发音：[ʁanspak.lə.ba] 或 [ʁanspax.lə.ba]；德语：Nieder-Ranspach；阿尔萨斯语：Neederraischbe）是法国上莱茵省的一个市镇，位于该省东南部，属于米卢斯区和圣路易县（Saint-Louis）。该市镇总面积4.43平方公里，2009年时的人口为665人。

## 人口
下朗斯帕克人口变化图示